# Newtownhamilton
Newtownhamilton is een plaats in het Noord-Ierse County Armagh. Newtownhamilton telt 645 inwoners. Van de bevolking is 28,2% protestant en 71,8% katholiek.